# حسن بیات
حسن بیات سیاست‌مدار ایرانی بود، که در  دوره بیستم به‌عنوان نماینده شازند در مجلس شورای ملی حضور داشت.